# Space economy
La space economy, in italiano economia dello spazio o economia spaziale, è quel comparto produttivo e finanziario orientato alla creazione e all'impiego di beni e di servizi e allo sfruttamento delle risorse nell'ambito dello spazio extraatmosferico.
Nello specifico, l'economia dello spazio rappresenta la frontiera dell'innovazione che si concretizza nella combinazione di tecnologie spaziali e digitali utili a sviluppare opportunità tecnologiche e di business impattanti in diversi settori portando alla generazione di una nuova catena del valore intersettoriale e intertecnologica. 
Gli specifici segmenti upstream e downstream dell'economia spaziale prevedono per il primo la creazione di infrastrutture spaziali, satelliti, vettori, stazioni spaziali fino alle future basi collocate sulla Luna o su pianeti rocciosi del sistema solare. La fase di downstream concerne invece i benefici che conseguono dai dati raccolti nello spazio e in futuro dalle risorse fisiche prelevate per essere trasformate e impiegate sulla Terra. 

## Storia
L'origine della space economy coincide con la cosiddetta era spaziale incominciata formalmente con il lancio del satellite sovietico Sputnik 1 il 4 ottobre 1957. Nell'arco dei quindici anni che seguirono, il picco di spesa nel campo degli investimenti spaziali fu raggiunto dal programma Apollo per un costo complessivo di 153 miliardi di dollari e un totale di 400 mila persone complessivamente impiegate. Tra questi vanno annoverati i dipendenti di molte aziende private che collaborarono al programma spaziale con la NASA come Boeing, Rocketdyne (motori a razzo per il Saturn V), ILC Dover (le tute spaziali), Lockheed Martin, Grumman Corp (il lander lunare), North American Aviation (il secondo stadio di Saturn V e i moduli di comando e servizio), IBM (calcolatori di bordo e quelli presso Cape Canaveral), Whirlpool (elettrodomestici specifici per la missione e alimenti liofilizzati).
All'indotto economico complessivo dell'economia dello spazio di questa prima fase si aggiungono i budget stanziati da tutte le nazioni che presero parte a questa prima fase della corsa allo spazio, prima fra tutte l'URSS con il suo programma spaziale e in misura molto minore la Francia, il Canada, l'India e il Giappone. Dal 1957 fino al 1999 la space economy ha ruotato principalmente attorno alle missioni d'esplorazione scientifica, le stazioni spaziali e alla messa in orbita di satelliti scientifici e commerciali. Uno degli indotti è stato e continua a essere quello dello spin-off aerospaziale, quel processo per cui molte delle tecnologie prodotte per l'impiego extraatmosferico trovano rapidamente un utilizzo anche in comparti economici e attività pratiche più tradizionali. L'economia dello spazio assume una conformazione nuova a partire dai primi anni del 2000 con l'emergere di aziende private e startup caratterizzate da profili aziendali orientati alle attività extraatmosferiche indipendenti dagli enti spaziali degli stati a cui appartengono. Questa nuova fase prende il nome di NewSpace ed estende i campi d'interesse della space economy anche all'estrazione mineraria sugli asteroidi (near-Earth), al turismo spaziale, l'inumazione spaziale. 
Nel 2000 nasce la Blue Origin dell'imprenditore americano Jeff Bezos specializzata nella costruzione di lanciatori riutilizzabili e capsule spaziali. Nel 2002 l'imprenditore sudafricano Elon Musk fonda la SpaceX con un profilo simile alla Blue Origin. Nel 2004 è la volta della Virgin Galactic del magnate Richard Branson specializzata nel turismo spaziale. Nel 2007 la X Prize Foundation indice la competizione Google Lunar X Prize rivolta ad aziende private e istituti privati di ricerca. Il premio di 30 milioni di dollari statunitensi sarebbe stato assegnato a coloro che per primi sarebbero riusciti a portare un lander sulla Luna. La competizione con deadline 2018 si è conclusa senza vincitori, ma da quell'ambito nasce la prima missione lunare privata tentata dalla israeliana SpaceIL col lander Beresheet e conclusasi con lo schianto della sonda a pochi metri dal suolo lunare per via di un problema al motore principale. 
Un nuovo impulso all'economia spaziale arriva nel 2015 con la presidenza di Barack Obama e con il suo Commercial Space Launch Competitiveness Act, un atto legislativo riguardante le imprese statunitensi impegnate in operazioni commerciali extraatmosferiche. Anche in questa fase un ruolo importante è interpretato dagli enti spaziali statali, prima tra tutti la NASA, ma anche da agenzie come l'agenzia spaziale cinese (CNSA), la JAXA giapponese, l'ISRO indiana e l'agenzia spaziale europea (ESA) di cui fa parte l'Agenzia Spaziale Italiana, supportata da gruppi privati come Leonardo (Thales Alenia Space, Telespazio), Avio e da istituti di ricerca. L'Italia in questo settore oltre a contribuire a molte missioni europee di ricerca ed esplorazione è caratterizzata dai propri piccoli lanciatori Vega (progetto ASI - ESA) per la messa in orbita di carichi contenuti. 
Mentre negli Stati Uniti si sta sviluppando un'imprenditoria privata con lanciatori anch'essi privati, l'approccio europeo è, per quel che riguarda la messa in orbita, ancora dipendente dagli enti spaziali nazionali. L'Europa continua inoltre a espandere prevalentemente campi tradizionali della space economy, soprattutto quello legato all'attività satellitare per le telecomunicazioni e per il monitoraggio meteorologico e ambientale.
In Europa un punto di contatto tra i due approcci è rappresentato dalla politica del Lussemburgo nel campo della space economy. Il granducato infatti sta assumendo una posizione simile a quella interpretata negli Stati Uniti candidandosi come capitale economica e finanziaria dello spazio in Europa, soprattutto per quel che riguarda la creazione di una legislazione ad hoc per lo sfruttamento delle risorse minerarie extraatmosferiche. Il NewSpace riorienta anche le scelte dell'economia spaziale europea secondo il principio di innovazione dirompente (in inglese disrupting innovation), concetto introdotto da Clayton M. Christensen che descrive i mutamenti di comparti economici tradizionali sotto la spinta delle innovazioni introdotte dalle startup.
La space economy è oggi riconosciuta dall’OECD come uno dei principali motori di crescita economica. Le sue ricadute, infatti, si estendono ben oltre il comparto esclusivamente extraatmosferico giungendo a diventare un vero e proprio strumento di politica estera. Sempre l'OECD stima che nel 2013 nel mondo le persone impiegate nel campo dell'economia dello spazio fossero 900.000 (costruzione di razzi, satelliti, sistemi di terra e componenti varie). Sempre L'OECD avverte però che tale stima non comprende gli istituti di ricerca e le università impegnate nella ricerca spaziale.
Attualmente la space economy è valutata per un ammontare di 350 miliardi di dollari l'anno.